# Aeroporto di Yonphula
L'Aeroporto di Yonphula si trova nella città di Trashigang in Bhutan.